# Lijst van vicepresidenten van Peru
De vicepresident van Peru is de plaatsvervanger van de president van Peru. Peru kent normaal gesproken twee vicepresidenten die tegelijk met de president worden gekozen tijdens democratische verkiezingen. De vicepresident heeft als enige taak de president te vervangen, zoals tijdens diens reis, overlijden, enzovoorts.

## Lijst van vicepresidenten sinds 1936
| Vicepresident                                                | Partij                                          | Begin ambtstermijn | Einde ambtstermijn | President                                                     |
| ------------------------------------------------------------ | ----------------------------------------------- | ------------------ | ------------------ | ------------------------------------------------------------- |
| Ernesto Montagne Markholz                                    | Peruviaanse krijgsmacht                         | 13 april 1936      | 8 december 1939    | Óscar R. Benavides                                            |
| Rafael Larco Herrera Carlos D. Gibson                        | Conservatieve Coalitie                          | 8 december 1939    | 28 juli 1945       | Manuel Prado y Ugarteche                                      |
| José Gálvez Barrenechea Eduardo Ganoza y Ganoza              | Nationaal Democratisch Front                    | 28 juli 1945       | 29 oktober 1948    | José Luis Bustamante y Rivero                                 |
| Zenón Noriega Agüero                                         | Peruviaanse krijgsmacht                         | 29 oktober 1948    | 1 juni 1950        | Manuel A. Odría                                               |
| Héctor C. Boza Aizcorbe Federico Bolognesi                   | Restauratiepartij                               | 28 juli 1950       | 28 juli 1956       | Manuel A. Odría                                               |
| Luis Gallo Porras Carlos Moreyra Paz Soldán                  | Peruviaanse Democratische Beweging              | 28 juli 1956       | 18 juli 1962       | Manuel Prado y Ugarteche                                      |
| Pedro Vargas Prada                                           | Peruviaanse krijgsmacht                         | 18 juli 1962       | 3 maart 1963       | Ricardo Pérez Godoy                                           |
| Edgardo Seoane Corrales Mario Polar Ugarteche                | Actie van het Volk-Christendemocratische Partij | 28 juli 1963       | 3 oktober 1968     | Fernando Belaúnde Terry                                       |
| Edgardo Mercado Jarrín                                       | Peruviaanse krijgsmacht                         | 03 oktober 1968    | 30 augustus 1975   | Juan Velasco Alvarado                                         |
| Pedro Richter Prada                                          | Peruviaanse krijgsmacht                         | 30 augustus 1975   | 28 juli 1980       | Francisco Morales Bermúdez                                    |
| Fernando Schwalb López-Aldana Javier Alva Orlandini          | Actie van het Volk                              | 28 juli 1980       | 28 juli 1985       | Fernando Belaúnde Terry                                       |
| Luis Alberto Sánchez Sánchez Luis Alva Castro                | Amerikaanse Populaire Revolutionaire Alliantie  | 28 juli 1985       | 28 juli 1990       | Alan García                                                   |
| Máximo San Román Cáceres Carlos García y García              | Verandering 90                                  | 28 juli 1990       | 5 april 1992       | Alberto Fujimori Fujimori                                     |
| Ricardo Márquez Flores César Paredes Canto                   | Verandering 90-Nieuwe Meerderheid               | 28 juli 1995       | 28 juli 2000       | Alberto Fujimori Fujimori                                     |
| Francisco Tudela Van Breugel-Douglas Ricardo Márquez Flores  | Perú 2000                                       | 28 juli 2000       | 22 november 2000   | Alberto Fujimori Fujimori                                     |
| Raúl Díez Canseco Terry (2001-2004) David Waisman Rjavinsthi | Mogelijk Peru                                   | 28 juli 2001       | 28 juli 2006       | Alejandro Toledo Manrique                                     |
| Luis Giampietri Rojas Lourdes Mendoza del Solar              | Amerikaanse Populaire Revolutionaire Alliantie  | 28 juli 2006       | 28 juli 2011       | Alan García                                                   |
| Marisol Espinoza Cruz Omar Chehade Moya (2011-2012)          | Peruviaanse Nationalistische Partij             | 28 juli 2011       | 28 juli 2016       | Ollanta Humala Tasso                                          |
| Martín Vizcarra (2016-2018) Mercedes Aráoz                   | Peruanos Por el Kambio                          | 28 juli 2016       | 7 mei 2020         | Pedro Pablo Kuczynski (2016–2018) Martín Vizcarra (2018–2020) |
| Dina Boluarte 2e Vicepresident: vacant                       | Vrij Peru                                       | 28 juli 2021       | 7 december 2022    | Pedro Castillo                                                |